# 中国五矿化工进出口商会
中国五矿化工进出口商会简称五矿商会（英文全称：CHINA CHAMBER OF COMMERCE OF METALS, MINERALS & CHEMICALS IMPORTERS & EXPORTERS，英文缩写：CCCMC），是1988年9月1日在中国北京市成立的一个全国性、行业性的非营利性社会组织。由从事金属矿产及制品、非金属矿产及制品、五金制品、建材制品、石油及制品、化工原料及制品以及上述领域上下游产业链等相关经济活动的单位自愿组成。
2019年时，是在中华人民共和国民政部注册的商务部的直属单位。有6000多家会员单位。2020年8月31日，根据国家发展改革委《关于全面推开行业协会商会与行政机关脱钩改革的实施意见》（发改体改〔2019〕1063号），已与原主管单位——中华人民共和国商务部脱钩。